# Gymnema lactiferum
Espèce
Gymnema lactiferum est une espèce de la famille des Apocynaceae. Cette espèce est également dénommée Ceylon cow-tree ou Ceylon cow plant. C'est un arbuste vivace grimpant originaire de l'Inde et du Sri Lanka. En sanskrit, elle est appelée ksirakakoli. James Emerson Tennent a décrit l'utilisation de la plante dans son récit de Ceylan (Sri Lanka), et a écrit qu'il s'agissait "manifestement d'une forme de G. sylvestre". Le jus laiteux de cette plante serait utilisé comme substitut du lait et de la crème, mais on pense qu'il contient suffisamment de principe toxique propre à l'ordre (une substance toxique spécifique à l'ordre) pour mettre en doute cette utilisation réputée.

## Systématique
Le nom correct complet (avec auteur) de ce taxon est Gymnema lactiferum (L.) R.Br..
L'espèce a été initialement classée dans le genre Asclepias sous le basionyme Asclepias lactifera L..
Gymnema lactiferum a pour synonymes :
- Asclepias lactifera L.
- Gymnema lactiferum var. khasianum Hook.fil.
- Gymnema lactiferum var. nitens (Blume) Hook.fil.
- Gymnema lactiferum var. thwaitesii Hook.fil.
- Gymnema lactiferum var. walkeri Hook.fil.
- Gymnema lactiferum (L.) R.Br. ex Schult.
- Gymnema malayanum Griff.
- Gymnema nitens Blume
- Gymnema zeylanicum Decne.
- Marsdenia lactifera var. thwaitesii (Hook.fil.) I.M.Turner
- Marsdenia lactifera (L.) I.M.Turner